# Oedemera danieli
Oedemera danieli là một loài bọ cánh cứng trong họ Oedemeridae. Loài này được Magistretti miêu tả khoa học năm 1941.